# The Blue Carbuncle
Pour plus de détails, voir Fiche technique et Distribution.
The Blue Carbuncle est un film britannique réalisé par George Ridgwell, sorti en 1923.

## Synopsis
Sherlock Holmes enquête sur le vol d'une escarboucle, retrouvée dans le gosier d'une oie.

## Fiche technique
- Titre original : The Blue Carbuncle
- Réalisation : George Ridgwell
- Scénario : Geoffrey H. Malins et Patrick L. Mannock, d'après la nouvelle L'Escarboucle bleue d'Arthur Conan Doyle
- Direction artistique : Walter W. Murton
- Photographie : Alfred H. Moise
- Montage : Challis N. Sanderson
- Société de production : Stoll Picture Productions
- Société de distribution : Stoll Picture Productions
- Pays de production :  Royaume-Uni
- Langue originale : anglais
- Format : noir et blanc — 35 mm — 1,37:1 — Film muet
- Genre : Film policier
- Durée : deux bobines
- Date de sortie :
  - Royaume-Uni : mars 1923

## Distribution
- Eille Norwood : Sherlock Holmes
- Hubert Willis : Docteur Watson
- Douglas Payne : Peterson
- Gordon Hopkirk : Ryder
- Sebastian Smith : Henry Baker
- Mary Mackintosh : Mme Oakshott
- Archie Hunter : Breckinridge